# Obudu
Obudu è una città della Repubblica Federale della Nigeria appartenente allo Stato di Cross River. È il capoluogo dell'omonima area a governo locale (local government area) che conta una popolazione di 160.106 abitanti.